# Mother Earth (single)
Mother Earth is een single van de Nederlandse band Within Temptation, uitgebracht in mei 2002. Het is de eerste single van het album Mother Earth uit 2000.

## Achtergrond
In Nederland werd de single destijds regelmatig gedraaid op de landelijke radiozenders en werd een radiohit. De single bereikte de 25e positie in de Nederlandse Top 40 op Radio 538 en piekte op een 15e positie in de publieke hitlijst; de Mega Top 100 op Radio 3FM.
In België bereikte de single de 33e positie in de Vlaamse Ultratop 50. In zowel de Vlaamse Radio 2 Top 30 als in Wallonië werd géén notering behaald.
In Duitsland werd de 14e positie in de "Musikmarkt Top 100"" bereikt en in Zwitserland de 81e positie.
Sinds de editie van december 2006 staat de single genoteerd in de jaarlijkse NPO Radio 2 Top 2000 van de Nederlandse publieke radiozender NPO Radio 2, met als hoogste notering een 257e positie in 2013.

## Tracklist
Cd-single (Uitgebracht in Nederland (2002))
1. "Mother Earth (Singleversie)"
2. "Bittersweet"

Cd-single (Uitgebracht in Nederland (2002))
1. "Mother Earth"
2. "Bittersweet"
3. "Ice Queen"
4. "Mother Earth (Live in Tilburg 2002)"
5. "Our Farewell (Live in Tilburg 2002)"
6. "Mother Earth (Live in Paris, 2002)"

Cd-single (Uitgebracht in Duitsland (2003))
1. "Mother Earth
2. "Mother Earth (Live at Lowlands)"

Cd-single (Uitgebracht in Duitsland (2003))
1. "Mother Earth"
2. "Dark Wings"
3. "Our Farewell"

Cd-maxi (Uitgebracht in Duitsland (2003))
1. "Mother Earth (Singleversie)"
2. "Jane Doe (Niet-album-track)"
3. "Ice Queen (Live akoestische versie)"
4. "Never Ending Story (Live akoestische versie)"
5. "Mother Earth (Live op Lowlands)"

## NPO Radio 2 Top 2000
| Nummer met noteringen in de NPO Radio 2 Top 2000 | '05  | '06  | '07 | '08  | '09 | '10 | '11 | '12 | '13 | '14 | '15 | '16 | '17 | '18 | '19 | '20 | '21 | '22 | '23 | '24 |
| ------------------------------------------------ | ---- | ---- | --- | ---- | --- | --- | --- | --- | --- | --- | --- | --- | --- | --- | --- | --- | --- | --- | --- | --- |
| Mother Earth                                     | 1652 | 1150 | 795 | 1507 | 343 | 425 | 337 | 259 | 257 | 269 | 292 | 353 | 333 | 386 | 285 | 391 | 370 | 276 | 366 | 362 |

1. ↑  Een vetgedrukt getal geeft de hoogste notering aan.
2. ↑  2005 was het eerste jaar met een notering voor dit nummer.